# オゴネク

オゴネク（画像）

オゴネク（ポーランド語: Ogonek, 発音 [ɔˈgɔnɛk] ( 音声ファイル)）は、ダイアクリティカルマーク（発音区別符号）のひとつである。主にポーランド語、リトアニア語、ナバホ語やトゥショーニ語などの北アメリカ先住民の諸言語、古ノルド語や古英語の校訂本の一部などで使用され、一般にラテン文字の母音字の右下に付けて用いる。ポーランド鉤（ポーランドかぎ、英: Polish-hook）などと呼ばれることもある。
「オゴネク」はポーランド語 ogon の指小辞に由来し、「小さな尾」を意味する。リトアニア語での名称は nosinė。
他の言語の中で使用されるセディーユやコンマビローなどと混同してはならない。フックやコンマなどとは異なり、ダイアクリティカルマークが本体の文字に繋がるように書かれる。

## 使用する言語
- ポーランド語 (ą, ę)
- カシューブ語 (ą)
- リトアニア語 (ą, ę, į, ų)
- 古代教会スラヴ語やスラヴ祖語の学術的な翻字 (ę, ǫ)
- 北アメリカ先住民の諸言語
  - カユーガ語 (ę, ǫ)
  - クリーク語、ナバホ語、西アパッチ（英語版）語 (ą, ąą, ę, ęę, į, įį, ǫ, ǫǫ)
  - チリカワ語（英語版）、メスカレロ語（英語版） (ą, ąą, ę, ęę, į, įį, ų, ųų)
  - トゥショーニ語（英語版） (ą, ę, į, ų, y̨)
  - グウィッチン語
  - ドグリブ語 (ą, ąą, ę, ęę, į, įį, ǫ, ǫǫ)
- エルヴダーレン語（英語版） (ą, ę, į, ų, y̨, ą̊)
- Rheinische Dokumenta (ą̈, ǫ, ǫ̈, ą̈ą̈, ǫǫ, ǫ̈ǫ̈)
- 古ノルド語、古アイスランド語 (ǫ, ǭ)
- 古英語の校訂本の一部 (ę, ǫ)
- 中世ラテン語ほか中世期にラテン文字を使う言語で書かれた古文書 (ę, ǫ) - 厳密には異なる。後述。

## 用法

### 鼻音化
ポーランド語とナバホ語では、母音が鼻音化されることを示す。ナバホ語では、鋭アクセント符号と組み合わせることができる。

### 長音
リトアニア語では、以前は鼻音化を示したが、今はマクロンと同様に長音を表す。

### 母音
古英語の文字資料の校訂などにおいて、音変化によって生まれた音を区別するためにオゴネク付き文字を使用することがある。この場合、あくまで校訂において書き分けるようにしたのであって、元々の写本などで使用されていたわけではない。写本に ę のような文字がみられたとしても、これは [ɛ] を表す母音字ではなく ae の合字である（尾付きeを参照）。
古ノルド語、特に古アイスランド語の文字資料の校訂（標準正規化法 standardized normalization）においても、ǫを円唇後舌半広母音[ɔ]（あるいは円唇後舌広母音[ɒ]）を表す文字として用いる。これはもともと、古アイスランド語が使われていた12世紀中頃に書かれた『第一文法論文』で提案された記法であったが、実際に使われることはほとんど無かったようである。また同書では、非円唇前舌狭めの広母音[æ]を表す文字として ę が提案されているが、現在の古ノルド語の標準正規化法では æ が用いられる。のちのアイスランド語においては、円唇後舌半広母音が円唇前舌半狭母音[ø]に変化したため、各単語中の ǫ にあたる部分は、16世紀までに ö に置き換えられていった。

## 尾付きe

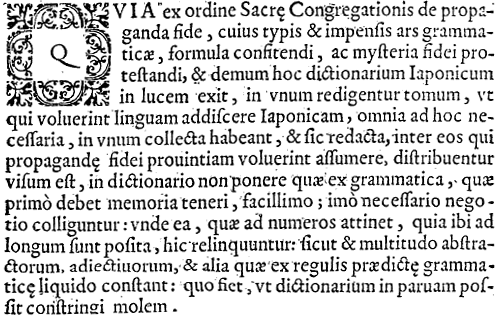
ディエゴ・コリャード『羅西日辞典』より。sacrę, propagandę などに尾付きeが使用されている。

尾付きe（e caudata、ラテン語で「尻尾」を意味する cauda に由来）という、オゴネク付きeによく似た記号がある。この記号はラテン語やアイルランド語の古文書に見られ、中世の筆記体において ae の合字を意味していた。
また、古ノルド語の古文書でも尾付きo（o caudata、「鉤付きo」(hooked o) と呼ばれることもある）という文字が登場する。これは、現在の古ノルド語の標準正規化法で円唇後舌半広母音 [ɔ] を表すのに用いる文字でなく、oe の合字である。
鉤がoの上に付けられることもあり、これは母音の長さや変化を示すために用いられた。一つの文字に上向きの鉤と下向きの鉤の両方が同時に付けられている事例もある。また、鉤が左右反転して、左向きに付けられている事例もある。
このように、オゴネク付きeと尾付きeは出自も用法も異なっているが、現在の電子媒体では一般に同じ文字が用いられる。ただし、厳密には字体も異なっており、ポーランド語のオゴネクはeの曲線部の終端から繋げるようにして書くが、中世ラテン語のカウダはeの曲線部自体にくっつけるようにして書く。

## 符号位置
| 記号 | Unicode | JIS X 0213 | 文字参照         | 名称                   | 備考                                                                                     |
| ---- | ------- | ---------- | ---------------- | ---------------------- | ---------------------------------------------------------------------------------------- |
| ˛    | U+02DB  | 1-10-13    | &#x2DB; &#731;   | オゴネク OGONEK        |                                                                                          |
| ̨     | U+0328  | -          | &#x328; &#808;   | COMBINING OGONEK       | ポーランド語、リトアニア語 アメリカの音声記号では、鼻音化を表す。IPAではチルダを用いる。 |
| ᷎     | U+1DCE  | -          | &#x1DCE; &#7630; | COMBINING OGONEK ABOVE |                                                                                          |

上オゴネクは、中世の写本の電子翻刻に適したフォントの策定を目指すMedieval Unicode Font Initiativeの要望によって、Unicode Standard 5.1.0で追加された
| 大文字 | 大文字  | 大文字     | 大文字         | 小文字 | 小文字  | 小文字     | 小文字         | 備考 |
| 文字   | Unicode | JIS X 0213 | 文字参照       | 文字   | Unicode | JIS X 0213 | 文字参照       | 備考 |
| ------ | ------- | ---------- | -------------- | ------ | ------- | ---------- | -------------- | --- |
| Ą      | U+0104  | 1-10-1     | &#x104; &#260; | ą      | U+0105  | 1-10-12    | &#x105; &#261; | ポーランド語、リトアニア語など JIS X 0213による日本語通用名称はそれぞれ「オゴネク付きA」「オゴネク付きA小文字」 |
| Ę      | U+0118  | 1-10-30    | &#x118; &#280; | ę      | U+0119  | 1-10-45    | &#x119; &#281; | ポーランド語、リトアニア語など JIS X 0213による日本語通用名称はそれぞれ「オゴネク付きE」「オゴネク付きE小文字」 |
| Į      | U+012E  | -          | &#x12E; &#302; | į      | U+012F  | -          | &#x12F; &#303; | リトアニア語など                                                                                                |
| Ų      | U+0172  | -          | &#x172; &#370; | ų      | U+0173  | -          | &#x173; &#371; | リトアニア語 |
| Ǫ      | U+01EA  | -          | &#x1EA; &#490; | ǫ      | U+01EB  | -          | &#x1EB; &#491; | サーミ語、イロコイ語族、古アイスランド語                                                                        |
| Ǭ      | U+01EC  | -          | &#x1EC; &#492; | ǭ      | U+01ED  | -          | &#x1ED; &#493; | 古アイスランド語                                                                                                |